# Руководящие начала по уголовному праву РСФСР 1919 года
Руководящие начала по уголовному праву РСФСР были приняты в 1919 году. Они являлись результатом обобщения сложившейся с 1917 года практики нормотворчества в области уголовного права. Они имели обязательную силу. Начала не содержали норм, предусматривающих ответственность за конкретные преступления и, таким образом, являлись прообразом Общей части будущего уголовного кодекса.
Начала распространялись на всю территорию РСФСР. Они применялись также к иностранным гражданам и гражданам РСФСР, совершившим преступление вне пределов РСФСР, если они находились на территории РСФСР и уклонились от суда и наказания в месте совершения преступления.

## Классовый характер Начал
Как нормативный акт, определяющий основы уголовной политики нового большевистского государства, Начала носили резко выраженный классовый характер.
Согласно п. 3 Начал, «советское уголовное право имеет задачей посредством репрессий охранять систему общественных отношений, соответствующую интересам трудящихся масс, организовавшихся в господствующий класс в переходный от капитализма к коммунизму период диктатуры пролетариата». Указывалось, что совершение преступлений в классовом обществе является следствием уклада общественных отношений, в котором живет преступник.
Отягчающими ответственность обстоятельствами признавались совершение преступления лицом, принадлежащим к имущему классу, с целью восстановления, сохранения или приобретения какой-либо привилегии, связанной с правом собственности, а также совершение деяния в интересах восстановления власти угнетающего класса. Напротив, совершение деяния неимущим, в состоянии голода или нужды считалось смягчающим обстоятельством.
В то же время, учёными отмечается, что Начала не имели выраженно репрессивного характера. Напротив, суды ориентировались на расширение сферы применения условного наказания, были введены такие меры наказания как общественное порицание, исправительно-трудовые работы, созданы товарищеские суды.
Наказание, согласно Началам, представляло собой не возмездие за «вину», не искупление вины, а меру строго оборонительную и целесообразную. Провозглашался принцип гуманизма наказания: оно должно было быть лишено признаков мучительства, и не связано с причинением преступнику бесполезных и лишних страданий.

## Преступление
Определение понятия «преступление» давалось в пунктах 5 и 6 Начал. Преступлением признавалось нарушение порядка общественных отношений, охраняемого уголовным правом. Преступление могло выражаться как в форме действия, так и в форме бездействия, и должно было представлять опасность для данной системы общественных отношений. Таким образом, определение преступления носило материальный характер. Наступление ответственности также связывалось с совершением действия или бездействия; нахождение в опасном состоянии не признавалось условием уголовной ответственности.
Возраст уголовной ответственности устанавливался в 14 лет. К несовершеннолетним, не достигшим этого возраста, могли применяться воспитательные меры. Такие же меры могли применяться в отношении лиц переходного возраста 14 - 18 лет, действовавших без разумения.
Довольно широкой была норма о невменяемости. Уголовной ответственности не подлежали лица, совершившие деяние в состоянии душевной болезни или вообще в таком состоянии, когда лицо не отдавало себе отчета в своих действиях, а равно те лица, которые хотя и были здоровы при совершении преступления, но к моменту приведения приговора в исполнение заболели душевной болезнью. К таким лицам могли применяться принудительные лечебные меры и иные меры предосторожности.
Особенностью Начал является отсутствие норм, дающих определение понятия «вина» и выделяющих её формы. Однако совершение преступления в сознании причиненного вреда, или, напротив, по невежеству и несознательности, являлось обстоятельством, влияющим на меру наказания.
Выделялись формы соучастия и виды соучастников. Предусматривалось, что за деяния, совершаемые сообща группою лиц (шайкой, бандой, толпой), наказываются как исполнители, так и подстрекатели и пособники. Исполнители, согласно Началам, непосредственно принимали участие в выполнении преступного деяния, подстрекатели склоняли других лиц к совершению преступления, пособники содействовали выполнению преступного деяния словом или делом, советами, указаниями, устранением препятствий, сокрытием преступника или следов преступления. Как пособничество рассматривалось в том числе попустительство, то есть непрепятствование совершению преступления. Отдельной фигуры организатора преступления не выделялось. Относительно порядка определения меры наказания при соучастии делалось указание, что необходимо учитывать не степень участия, а степень опасности преступника и совершенного им деяния.
Выделялись такие стадии преступления, как приготовление, покушение и оконченное преступление. Приготовлением к преступлению считалось приискание, приобретение или приспособление лицом, подготовляющим преступление, средств, орудий и т.п. для совершения преступления. Покушением на преступление считалось действие, направленное на совершение преступления, когда совершивший выполнил все, что считал необходимым для приведения своего умысла в исполнение, но преступный результат не наступил по причинам, от него не зависящим. Преступление считалось оконченным, когда намерение совершающего преступление осуществилось до конца. Стадии преступления не связывались с мерой наказания, которая в этом случае зависела лишь от степени опасности личности преступника.
Имелась также норма о необходимой обороне, которая была возможна от нападения и иного насилия над личностью.

## Наказание
Под наказанием понимались меры принудительного воздействия, посредством которых власть обеспечивает данный порядок общественных отношений и защищает его от нарушителей (преступников).
В числе целей (задач) наказания назывались охрана общественного порядка и предупреждение новых посягательств на него как со стороны конкретного преступника, так и со стороны иных лиц (общая и специальная превенция). Указывалось, что обезопасить общественный порядок от будущих преступных действий лица, уже совершившего преступление, можно или приспособлением его к данному общественному порядку или, если он не поддается приспособлению, изоляцией его, и, в исключительных случаях, физическим уничтожением его.
В систему наказаний, предусмотренных Руководящими началами входили внушение, выражение общественного порицания, принуждение к действию, не представляющему физического лишения (например, к прохождению обучения), объявление под бойкотом, исключение из объединения на время или навсегда, восстановление, а при невозможности его возмещение причиненного ущерба, отрешение от должности, воспрещение занимать ту или иную должность или исполнять ту или иную работу, конфискация всего или части имущества, лишение политических прав, объявление врагом революции или народа, принудительные работы без помещения в места лишения свободы, лишение свободы на короткий срок или на неопределенный срок до наступления известного события (в том числе «до победы мировой революции»), объявление вне закона, расстрел. Смертная казнь могла применяться лишь Революционным трибуналом.
При определении меры воздействия на совершившего преступление суд должен был оценивать степень и характер (свойство) опасности для общества как самого преступника, так и совершенного им деяния. В этих целях суд, не ограничиваясь изучением всей обстановки совершенного преступления, должен был выяснить признаки личности преступника, которые проявились в совершённом деянии и его мотивах, на основании образа жизни преступника и его прошлого. Кроме того, необходимо было оценить, насколько само деяние в данных условиях времени и места нарушает основы общественной безопасности.
Помимо указанного выше, к отягчающим обстоятельствам относились совершение деяния профессиональным преступником (рецидивистом), группой, шайкой, бандой; совершение деяния посредством насилия над личностью; наличие заранее обдуманного намерения; жестокость, злоба, коварство, хитрость, связанные с совершением преступления. Смягчающими ответственность обстоятельствами признавались совершение преступления впервые, в состоянии запальчивости, по легкомыслию и небрежности.
Основанием освобождения от наказания являлось исчезновение условий, в которых определенное деяние, или лицо, его совершившее, представлялись опасными для общественного строя.
Предусматривалась также возможность применения условного осуждения, то есть неприведения обвинительного приговора, предусматривающего заключение под стражу, в исполнение до совершения осужденным тождественного или однородного с совершенным деяния.